# Calle de la Acera de Recoletos
La Acera de Recoletos es una de las principales vías de Valladolid. Aunque en el callejero oficial figure como calle, es, en realidad, un paseo con una ancha y única acera y su correspondiente calzada que comienza en la plaza de Zorrilla, termina en la plaza de Colón y está delimitada, a lo largo de todo su trazado por el parque del Campo Grande. 

## Historia

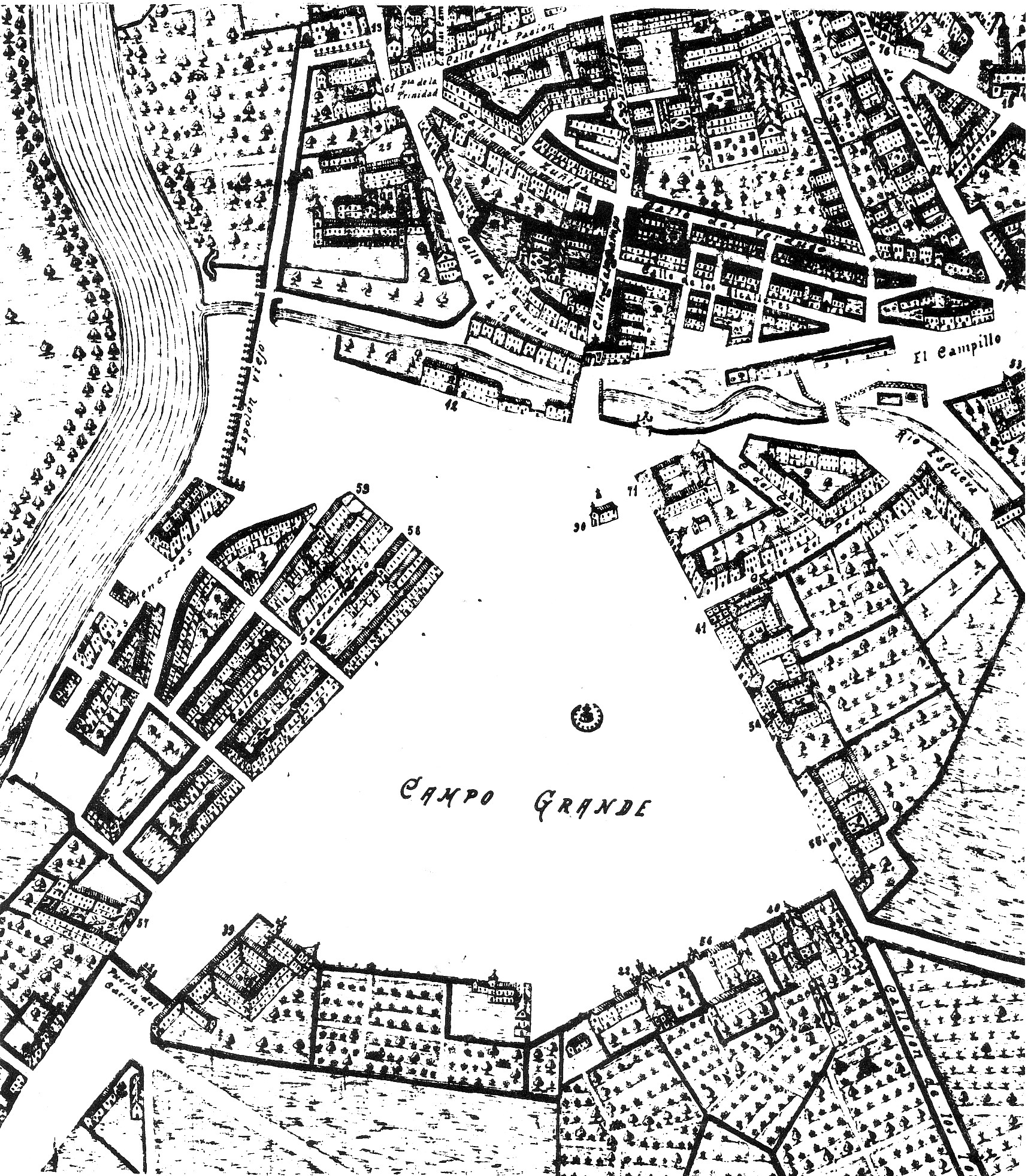
Detalle del plano de Ventura Seco de 1738. Se observa el espacio que ocupa el actual Campo Grande y a su derecha lo que hoy es la Acera de Recoletos.

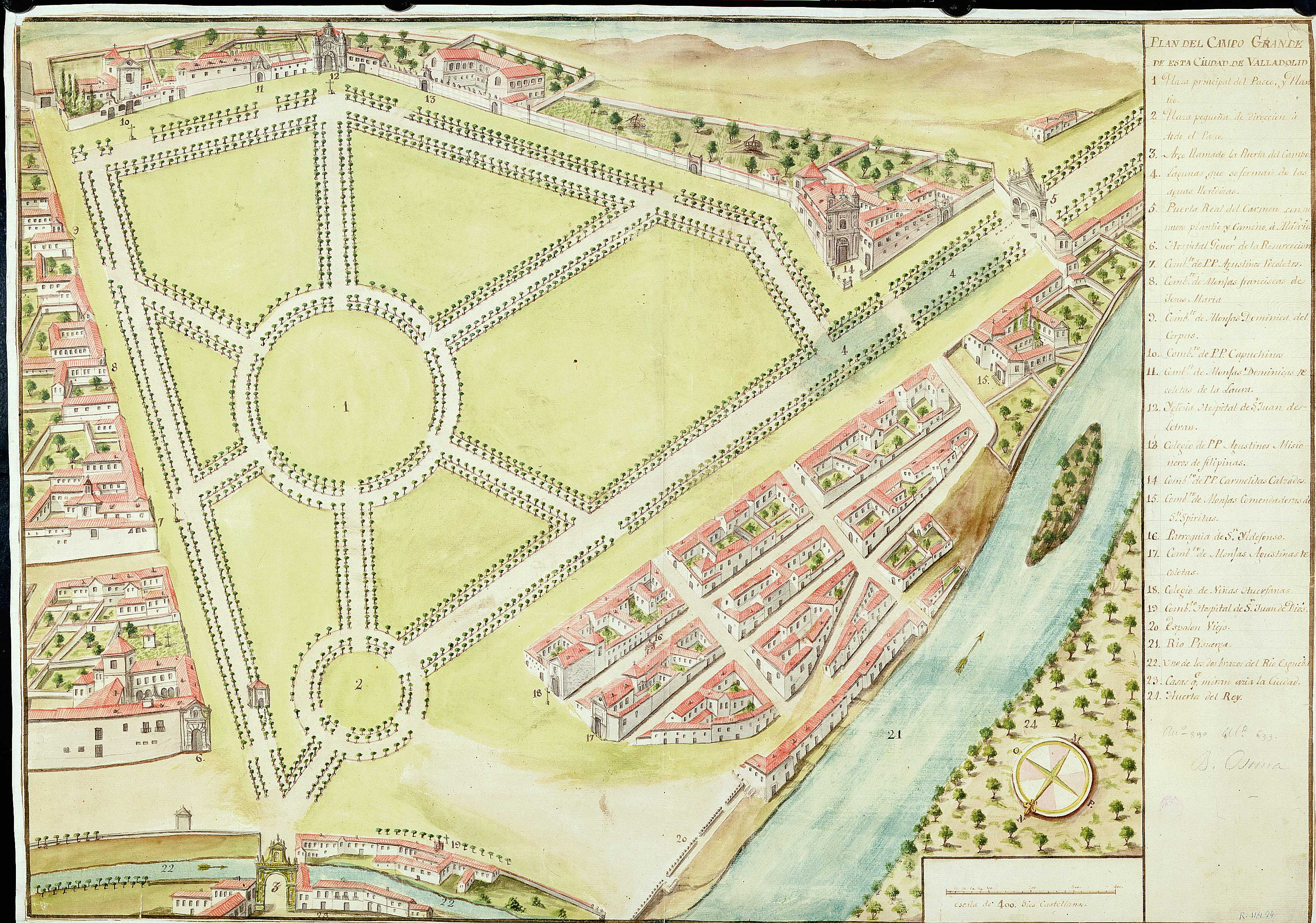
El Campo Grande en un detalle hacia 1780. Durante los siglos y, la ciudad se extendió por esta zona rodeándose de edificios. A la izquierda se encuentra lo que hoy es la acera de recoletos. Pueden observarse también los numerosos edificios desaparecidos.

La idea o necesidad de urbanizar este espacio que estaba compuesto por conventos religiosos cuya ubicación se consideraba todavía como las afueras, surgió a finales del siglo XIX, cuando se llevó a cabo el ensanche de la ciudad. Es entonces cuando esta zona se convirtió en la principal arteria de Valladolid. Surgió la idea como enlace entre la ciudad y la estación de ferrocarril y se trazó al mismo tiempo la calle de Gamazo, haciendo ángulo agudo con la Acera, en un afán urbanístico de integrar el mercado del Campillo que se encontraba al final de la misma.
La nueva vía tomó al principio el nombre del desaparecido convento de Agustinos Recoletos, llamándose «Paseo de Recoletos». La ubicación de la acera de Recoletos vallisoletana, bordeando por uno de sus lados el parque del Campo Grande, era asimismo ideal para la burguesía de finales del siglo XIX. 
En 1843 se la puso la denominación «de Campo de Marte» por ser ésta uno de los tres laterales que delimitaban un gran espacio llamado Campo de la Verdad, posteriormente de Marte y que en la actualidad constituye el Campo Grande.

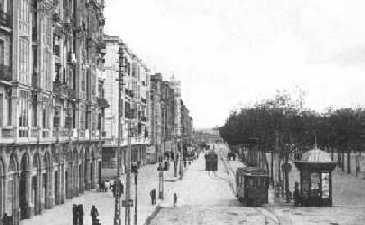
Fotografía de la Acera de Recoletos a comienzos del.

En 1881 entra en servicio la primera línea del Tranvía de Valladolid, que unía la Estación del Norte, la Plaza Mayor y la zona de San Pablo. El recorrido empleaba la Acera de Recoletos. El de esta calle fue uno de los primeros tramos en electrificarse en 1910 y se mantuvo en servicio hasta 1933.

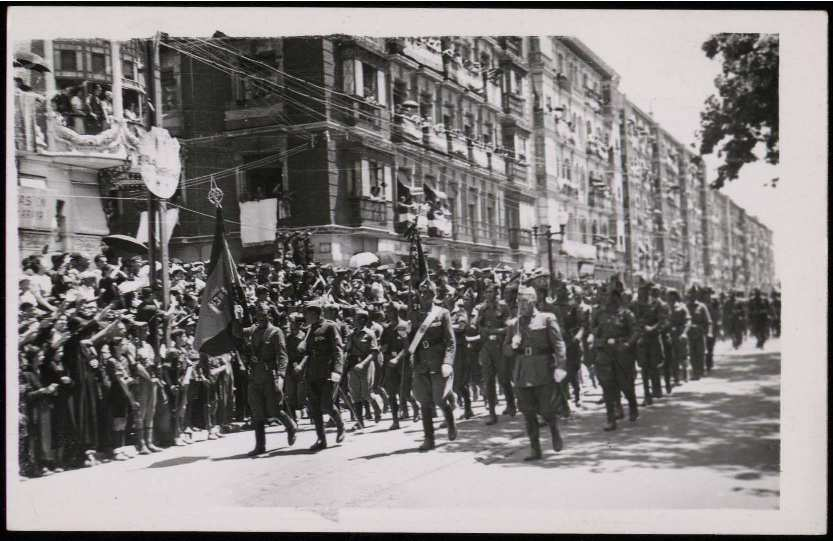
Vista panorámica de la entonces «Avenida del General Franco» en julio de 1938: un desfile militar, a su paso por la Casa del Príncipe (izquierda), celebra el 2.º aniversario del Alzamiento contra la República.

Tras la primera visita real de Alfonso XIII a la ciudad, en el año 1903, se cambió su nombre por el de «Avenida de Alfonso XIII». Poco después de la proclamación de la Segunda República, el 23 de abril de 1931, por acuerdo del Ayuntamiento se la denominó con el de «Avenida de la República». El 12 de agosto de 1936, se acordó por decreto de la Comisión gestora municipal devolver el nombre de «Acera de Recoletos», aunque fue algo efímero, ya que de nuevo la Comisión gestora cambió el título el 28 de octubre de 1936 por el de «Avenida del General Franco», hasta que definitivamente tras la llegada de la democracia recuperó su nombre inicial que había mantenido popularmente y que se mantiene en la actualidad; Acera de Recoletos.

### Los edificios desaparecidos
A lo largo de este espacio que en la actualidad se llama Acera de Recoletos estuvieron situados a partir del siglo XVI tres conventos y un hospital. El hospital era el llamado de la Resurrección, en la zona donde ahora se encuentra la casa Mantilla. Los conventos fueron dos de monjas y uno de frailes, con bastante terreno propio, con iglesia y con huertas. Era por aquel entonces una zona de las afueras de Valladolid que llegó a urbanizarse y formar parte de la ciudad a finales del siglo XIX. Tras la desamortización de Mendizábal, la nueva burguesía decimonónica se adueñó de este espacio, demoliendo los antiguos edificios y construyendo en su lugar grandes edificios residenciales. Como consecuencia de las desamortizaciones, los edificios religiosos fueron perdiendo importancia. 

#### Agustinos Recoletos
La orden de agustinos recoletos nace de un esfuerzo renovador dentro de la propia orden agustiniana que se consolida en la Provincia de Castilla, una de las cuatro en las que se dividía la orden de San Agustín en España. En Valladolid los recoletos fundan conventos en Portillo (1591) y en Nava del Rey (1592). En la ciudad de Valladolid se erige en 1606 bajo la advocación de san Nicolás de Tolentino. El convento de los agustinos recoletos fue desmontado y casi arruinado durante la Guerra de la Independencia Española; resurgió y permaneció hasta la exclaustración siendo abandonado por los frailes y posteriormente utilizado como fábrica de tejidos cuyo primer dueño fue Julián Marcos. En el año 1861 fueron derribados tanto la iglesia como el convento edificándose en el terreno liberado las casas que llevan los números 7, 8 y 9.
Fachada de la iglesia
Se puede hacer una descripción de la fachada de la iglesia gracias al dibujo que se conserva de Ventura Pérez en la Historia de Valladolid de Juan Antolínez de Burgos. Según este dibujo, la fachada era de ladrillo, con una puerta que tenía un tímpano decorado con dos ángeles sosteniendo el emblema de los agustinos que consiste en un corazón traspasado por tres flechas. Por encima del tímpano había una hornacina con la imagen de san Nicolás de Tolentino, su patrono.

#### Convento de Jesús y María
Fue un convento de monjas franciscanas fundado a finales del siglo XVI. El edificio daba la vuelta a la actual calle de Colmenares. Fue demolido a finales del siglo XIX. Sus patronos eran los condes de Polentinos, cuyo apellido de familia era Colmenares y al desparecer el convento solicitaron abrir allí mismo una calle que llevaría su nombre.

#### Convento del Corpus Christi
Comunidad de religiosas dominicas fundado en 1545 por Ana Bonisen, también desaparecido en el siglo XIX. El edificio donde se establecieron había pertenecido a las franciscanas descalzas, que se mudaron a la nueva sede conocida hoy como Descalzas Reales.

## Recorrido

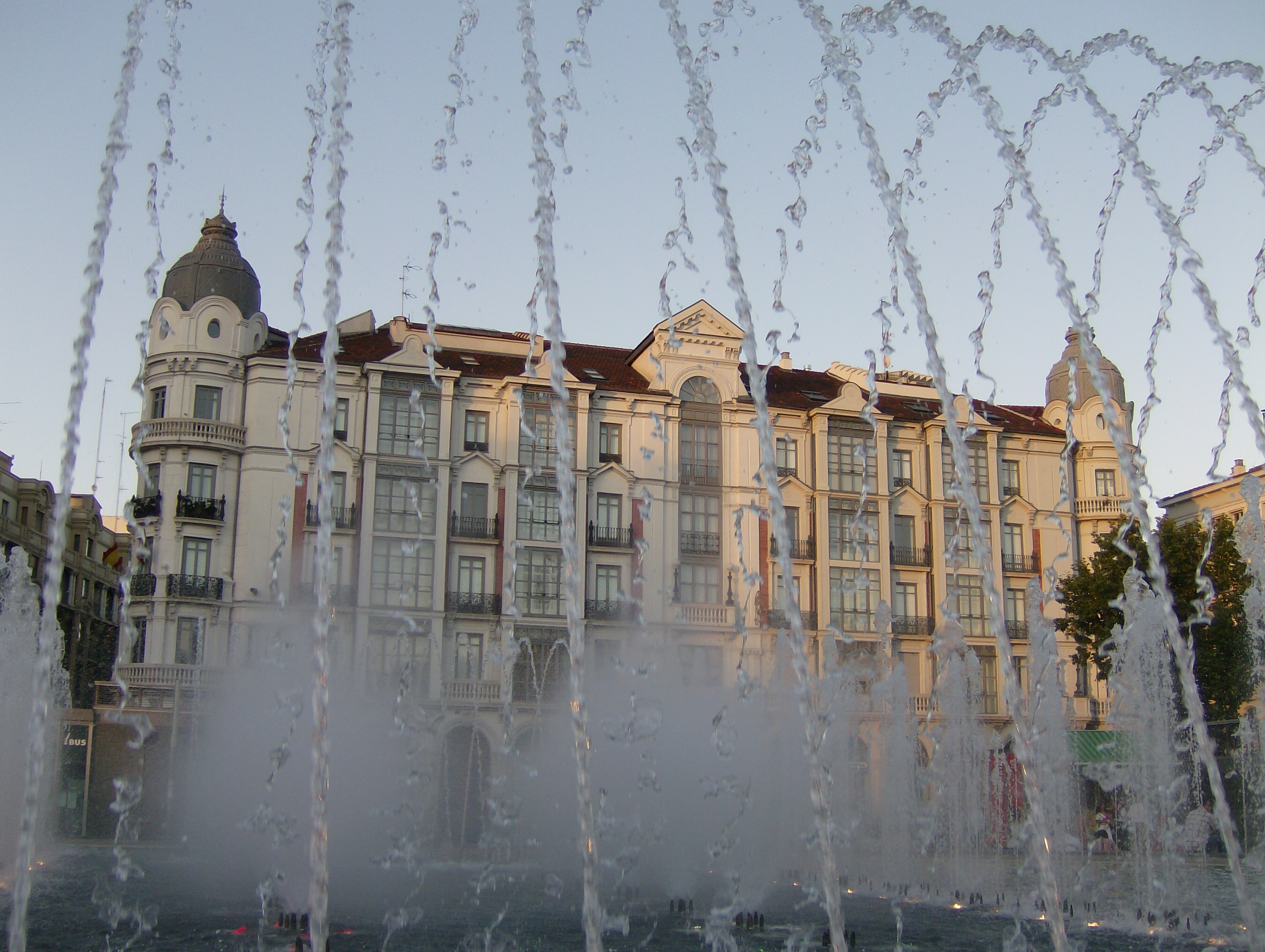
La Casa Mantilla a través de la fuente de la Plaza Zorrilla.

### Casa Mantilla
Comienza la Acera de Recoletos con la Casa Mantilla es un edificio de viviendas construido a finales del siglo XIX, paradigmático de la arquitectura burguesa en esta ciudad. El edificio presenta una decoración en estucos a base de columnas y pilastras, cariátides, guirnaldas o frontones, en parte hoy desaparecidos. El estilo general es ecléctico, de enormes resonancias beaux-artianas francesas en la organización, proporciones de huecos y decoración de las fachadas.

### Casa del Príncipe

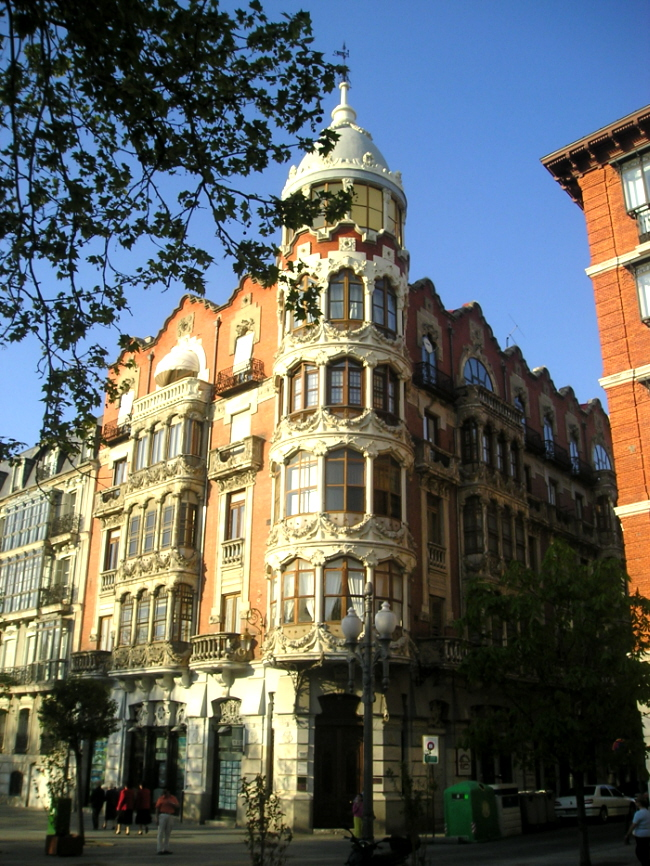
Casa del Príncipe.

Se encuentra en el número 11 de la avenida situado en la esquina entre la Acera de Recoletos y la calle de Colmenares. Fue construido en 1906 por Jerónimo Arroyo. Se caracteriza por cierta influencia francesa y presenta la construcción fachada a ambas calles. Lo más llamativo, es el torreón situado en la esquina rematado con una cúpula.

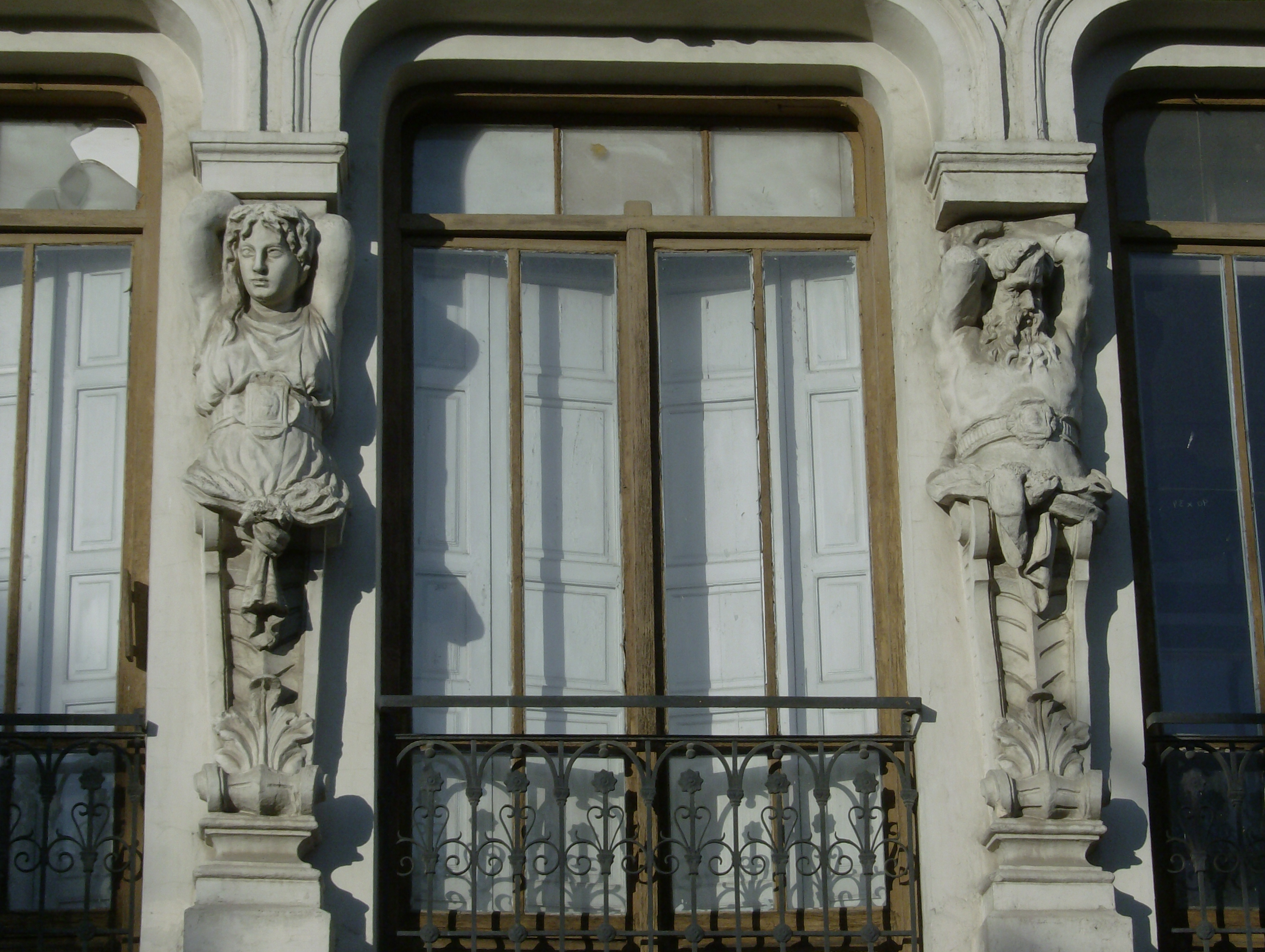
Detalle de la Casa Resines.

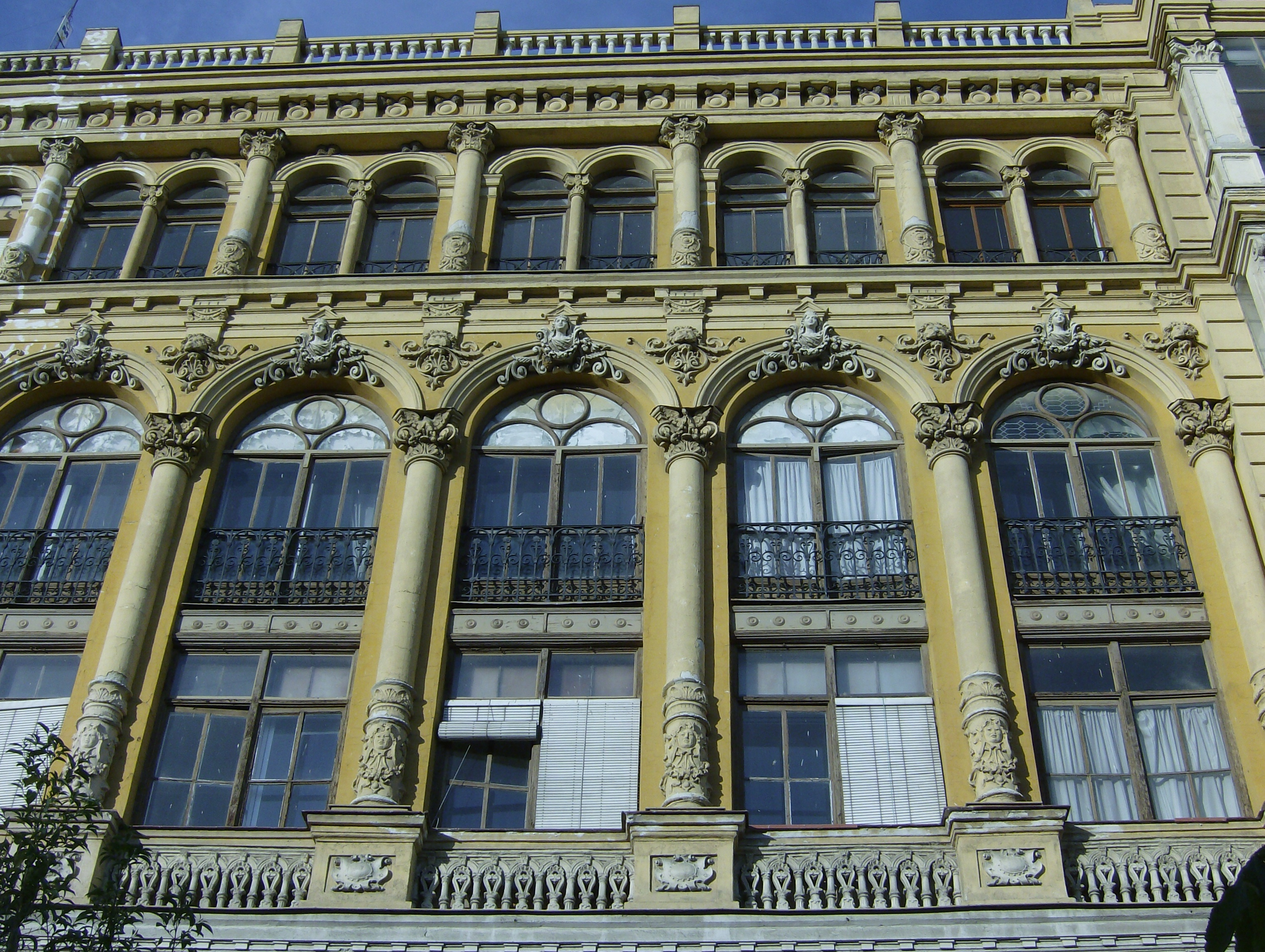
Fachada de la Casa Resines.

### Otros edificios
La casa Resines, en los números 8 y 9, también construido por el arquitecto Julio Saracíbar en 1891. La fachada es de estilo ecléctico, mezclando el estilo renacentista con la Escuela de Chicago y adornos beaux-artianos franceses. La fachada, grandilocuente y teatral, dispone de grandes huecos. En el primer piso, estos están flanqueados por cariátides y atlantes. En el segundo y tercero, las ventanas se solucionan mediante grandes arcos sobre columnas gigantes, que abarcan a la vez ambos pisos, y el cuarto, posee una especie de galería de arcos de medio punto. Es una fachada de gran ritmo y muy singular. La estructura es de metal y en el edificio se da absoluta prioridad a la luz y los elementos decorativos.
Es de destacar también el edificio con el número 10, construido en la misma época que el anterior y cuya fachada es completamente deudora de la arquitectura francesa de aquel momento (exceptuando los miradores), disponiendo incluso de un tejado de pizarra con mansardas, muy típico en Francia, pero exótico en tierras castellanas.

### Prolongación de la Acera de Recoletos
En el año 2003 se acometió la prolongación de la Acera de Recoletos aprovechando los terrenos liberados tras la desmantelación de diversas naves e inmuebles que pertenecían a la Estación del Norte.